# Попова, Катя
Катя Асенова Попова (болг. Катя Асенова Попова; 21 января 1924, Плевен, Болгария — 24 ноября 1966, Братислава, Словакия) — оперная певица (лирическое сопрано). Народная артистка НРБ. Лауреат Димитровской премии I степени (1959).

## Биография
Пению обучалась в Софийской музыкальной академии (педагог — Мара Маринова-Цибулка), затем совершенствовалась у Асена Димитрова и Кати Спиридоновой.
На сцене Софийской оперы дебютировала в 1947 году в роли Эсмеральды в опере «Проданная невеста» Б. Сметаны.
В 1955—1956 гг. стажировалась в московском Большом театре.
С успехом выступала на сценах Большого театра (Москва), «Опера Гарнье» и «Опера-Комик» (Париж), концертировала в Вене, Афинах, Праге, Белграде, Киеве, Ленинграде, Харькове, Свердловске, Скопье и т. д.
Исполнительница главных партий в операх Чайковского, Ш. Гуно, Д. Пуччини, Ж. Массне и др.
Погибла в результате авиакатастрофы самолета Ил-18 авиакомпании «Балкан» возле Братиславы.

## Избранные партии
- Маргарита, «Фауст» Шарля Гуно
- Манон Леско, «Манон» Жюля Массне
- Мими, «Богема» Джакомо Пуччини

## Награды и премии
- Орден «Красное Знамя Труда»
- Орден Народной Республики Болгария III степени (1959)
- Димитровская премия I степени (1959) (за исполнение роли Наташи в опере «Война и мир» С. Прокофьева и Маргариты в «Фаусте» Гуно)
- I премия IV Всемирного фестиваля молодёжи и студентов в Бухаресте (1953)
- II премия Международного музыкального конкурса в Праге (1954).